# 짧은대본
《짧은대본》은 2018년 5월 3일에 연재를 시작한 웹드라마로 대학생들이 살아가는 일상적인 이야기를 현실적으로 다뤘다. 현재 유튜브, 네이버TV, 페이스북에서 영상을 시청할 수 있다.

## 줄거리
현대의 평범한 일상을 살아가고 있는 대학생들의 현실적인 이야기를 담고 있다.

## 등장인물

### "가희편"
- 이가희 - 가희역
- 전건웅 - 동하역
- 이충곤 - 재현역
- 한성희 - 정환역
- 최지희 - 소연역
- 홍인아 - 세림역
- 김태영 - 준호역

### "시영편"
(+가희편 인물등장)
- 배재성 - 병운역
- 이시영 - 시영역
- 김아영 - 영아역
- 오세현 - 호석역
- 남중규 - 정국역
- 서수민 - 진아역
- 윤현 - 형석역

### "진원편"
(+시영편 인물등장)
- 김진원 - 진원역
- 이충곤 - 재현역
- 배지혜 - 혜지역
- 김상희 - 현재역
- 윤상정 - 이나역
- 진슬 - 진솔역
- 황지상 - 진성역

### "짧게 말해서"
- 남중규 - 정국 역
- 김상희 - 현재 역 (이나의 연인.)
- 서수민 - 진아 역
- 배지혜 - 혜지 역
- 김동우 - 동국 역
- 윤상정 - 이나 역
- 김아영 - 영아 역
- 박준 - 준박 역
- 배재성 - 병운 역
- 이시영 - 시영 역
- 오세현 - 호석 역 (예나의 전 연인.)
- 정예서 - 예나 역
- 이다희 - 다희 역
- 윤현 - 형석 역 (다희의 전 연인.)
- 황지상 - 진성 역

- 진슬 - 진솔 역
- 박휘영 - 말 없이 행동하는 사람 역
- 정환 - 작은 병아리 역

## 에피소드

### "가희편"
(영상 문제로 삭제되었으나 2020년 1월 23일 재업로드)
| 회차 | 업로드 일자     | 부제                    | 러닝타임 |
| ---- | --------------- | ----------------------- | -------- |
| 1화  | 2020년 1월 23일 | 술자리 끼 부리는 선배   | 6:05     |
| 2화  | 2020년 1월 23일 | 대학교 흔한 여우짓      | 4:42     |
| 3화  | 2020년 1월 23일 | 먼저 좋아하면 매력없어? | 8:23     |
| 4화  | 2020년 1월 23일 | 전지적 나쁜남자 시점    | 6:22     |
| 5화  | 2020년 1월 23일 | 호구의 연애             | 10:22    |
| 6화  | 2020년 1월 23일 | 썸녀와 자취방           | 10:46    |
| 7화  | 2020년 1월 23일 | 막말하는 남자           | 8:41     |
| 8화  | 2020년 1월 23일 | 나쁜남자는 별론데?      | 8:18     |

"가희편" 서브스토리
| 회차 | 업로드 일자     | 부제                    | 러닝타임 |
| ---- | --------------- | ----------------------- | -------- |
| 1화  | 2018년 7월 20일 | 남녀사이에 친구가 있어? | 2:43     |
| 2화  | 2018년 8월 31일 | 난 외모 안보는데?       | 4:05     |
| 3화  | 2020년 1월 23일 | 밤에만 연락오는 전남친  | 4:34     |

### "시영편"
| 회차     | 업로드 일자      | 부제                         | 러닝타임 |
| -------- | ---------------- | ---------------------------- | -------- |
| 트레일러 | 2018년 12월 21일 |                              | 3:04     |
| 1화      | 2018년 12월 28일 | 너는 내가 귀찮아?            | 7:00     |
| 2화      | 2019년 1월 4일   | 나 아직도 섹시해?            | 6:24     |
| 3화      | 2019년 1월 11일  | 술자리 끼부리는 남자         | 8:20     |
| 4화      | 2019년 1월 18일  | 내 남자 자취방에 딴년이 있다 | 9:24     |
| 5화      | 2019년 2월 1일   | 꼬시기 쉬운 우는여자         | 13:31    |
| 6화      | 2019년 2월 16일  | 굳이 얼굴보고 헤어지는 이유  | 13:07    |
| 통합본   | 2019년 3월 4일   | #시영편 몰아보기 통합본      | 1:03:58  |

### "진원편"
| 회차     | 업로드 일자      | 부제                        | 러닝타임 |
| -------- | ---------------- | --------------------------- | -------- |
| 트레일러 | 2019년 6월 14일  | 사랑? 너 알아?              | 1:01     |
| 1화      | 2019년 6월 21일  | 딱 마주쳐 버렸다            | 6:33     |
| 2화      | 2019년 6월 28일  | 선배, 오빠라고 해도 돼?     | 6:25     |
| 3화      | 2019년 7월 5일   | 왜 자꾸 생각나는거야?       | 8:19     |
| 4화      | 2019년 7월 12일  | 왜 나한테만 말 거는거 같지? | 7:18     |
| 5화      | 2019년 10월 31일 | 니가 나랑 맞는다고 생각해?  | 7:49     |
| 6-1화    | 2019년 7월 26일  | 너랑 있으면 밥맛 떨어져     | 9:59     |
| 6-2화    | 2019년 10월 31일 | 나 가지고 논거야?           | 13:37    |

### "짧게 말해서"
- 남친 소개 금지 여우 종특 (업로드 일: 2019년 8월 18일)

: 이나는 현재에게 진솔이를 소개시켜주는데, 진솔이의 묘한 여우짓에 이나는 불쾌한 감정을 느낀다.
입은 웃고있지만 눈으로는 욕을 퍼붓는 연기를 보여준다.
- 흘리고 다니는 애들 종특 (업로드 일: 2019년 8월 23일)

: 이나와 현재는 싸우고, 현재는 진아, 진솔과 함께 술을 마시며 위로를 받는다. 진아와 진솔 둘 다 현재의 여자친구가
아니지만 어이없게도 현재를 사이에 두고 묘한 신경전을 벌인다.
- 헤어졌어 충 종특 (업로드 일: 2019년 8월 31일)

: 이나는 현재와 싸워서 힘들어 하고, 진아에게 속상한 것을 이야기하며 위로를 받는다. 진아는 힘들어도 이나를 열심히 위로해줬지만,
결국 다음 날 보게되는 것은 행복한 커플의 모습뿐이다.
- 질투나는 남사친 (업로드 일: 2019년 9월 9일)

: 정국, 진아, 혜지는 셋이 만나지만 정국은 혜지만 챙겨주는 모습을 보여 진아는 이들사이에서 소외감을 느낀다.
화가 난 진아는 눈물을 보인다.
- 뒷담화 종특 (업로드 일: 2019년 9월 13일)

: 이나는 진솔이와 만나던 중 진아를 부르는데, 진아와 진솔이는 서로 싫어하는 기색을 보인다. 하지만 이나의 얘기에 둘은
신나서 웃게되고, 둘은 의외로 성격이 잘 맞는다는 것을 알게 된다.
- 정뚝떨 썸남 종특 (업로드 일: 2019년 9월 18일)

: 진솔이는 진성이와 썸을 타고 있다고 생각하지만, 혼자만의 착각이다. 둘은 만나 놀지만 자꾸만 핀트가 어긋나는 느낌을 받는다.
노는도중, 이나와 진아를 만나게 되는데 진성이는 이나에게 관심을 보인다.
- 금사빠 종특 (업로드 일: 2019년 9월 27일)

: 진아는 쉽게 사랑에 빠지는 스타일이다. (금사빠) 현재와, 호석, 진성, 병운이 베푸는 작은 호의에도 크게 설레여한다. 남자들 사이에서는 진아가
쉬운 여자라는 이야기가 나오는데, 이 때 정국만이 진아를 보호해주는 말을 한다.
- 사람 질리게 하는 연애 종특 (업로드 일: 2019년 10월 9일)

: 이나는 현재와 있을 때 핸드폰과 친구들에게만 더 집중하고, 막상 현재의 이야기에는 집중하지 않는다. 놀기로 하는 약속, 누구랑 있는지, 다른 사람들과
있을 때의 애정표현 같은 것들이 현재를 지치게 하고, 헤어지자는 말까지 하게 된다.
- 남친의 여사친 (업로드 일: 2019년 10월 31일)

: 이나는 현재의 어릴 적부터 친구이자 10년이 넘은 여사친인 영아가 신경쓰인다. 현재와 영아의 선을 넘은 장난과 스킨십에 진아와 혜지는
둘에게 눈치아닌 눈치를 준다.
- 술자리 여우짓 (업로드 일: 2019년 10월 31일

: 다같이 술자리를 가지는 사람들. 영아는 정국과 병운에게 여우짓을 시전한다. 그걸보고 기분이 나쁜 진아와 혜지. 술에 취한 정국과 진아는
스킨십 있는 장난을 치게되고, 그걸 찍은 동영상을 혜지가 보게 된다.
- 철벽녀 종특 (업로드 일: 2019년 11월 1일)

: 정환은 혜지에게 호감을 표현하지만, 혜지는 다양하고 이상한 방법으로 이러한 호의를 거절한다. 정국과 혜지는 서로에게 미묘한 감정을 느끼게 되지만,
진아가 정국에게 호감이 있는 것을 아는 혜지는 정국에게도 철벽을 친다.
- 남사친 여사친 종특 (업로드 일: 2019년 11월 8일)

: 현재는 여자친구인 이나를 만날 때보다 여사친 영아를 만날 때, 더 편하다고 느낀다. 영아는 병운에게 거절을 당하게 되고, 현재에게 눈물을 보이며
자신의 속마음을 털어둔다.
- 맨날 차이는 연애 종특 (업로드 일: 2019년 11월 15일)

: 연애 중인 현재와 이나, 현재는 이나의 지나친 간섭과 집착에 점점 지쳐간다. 사소한 인간관계나 자신만의 생활까지 침범하는 이나 때문에 평범한 생활을 할 수 없는
현재는 결국 이나에게 화를 낸다.
- 바람피는 남자 종특 (업로드 일: 2019년 11월 23일)

: 남들에 비해 조금 헐랭한 성격의 다희, '들지'라는 별명을 가지고 있다. 다희의 남자친구 형석은 병운의 현재 여자친구 시영의 쓰레기 같은 전 남자친구이다.
형석이 바람피는 것을 알면서도 자신이 오해하는 것이라고 합리화하는 다희, 병운은 그런 다희에게 위로의 말을 건넨다.
- 동네 오빠 동생 사이 (업로드 일: 2019년 11월 30일)

: 엄마들끼리도 서로 아는 친한 오빠 동생 사이의 정국과 진아. 정국은 혜지에게 호감을 보이며 썸을 타고 있지만, 자꾸만 예전에 자신을 좋아했던 진아가 신경쓰여서
답답해 하면서도 잘 챙겨준다. 혜지는 친하고 좋아하는 둘의 관계가 너무 친밀한 것을 알고 신경이 쓰인다.
- 남자들 숨은 여우짓 (업로드 일: 2019년 12월 7일)

: 호석은 금수저에 잘생기고 공부까지 잘하는 엄친아 스타일이다. 정국은 자신과 친한 진아, 썸녀 혜지에게 잘난 친절을 베푸는 호석에게 기가 죽고, 울컥 화가 난다.
뚜벅이로 데려다 준다는 정국과 차로 데려다 준다는 호석, 혜지의 선택은?
+'어뿅'의 시작
- 감정기복 심한 친구 (업로드 일: 2019년 12월 14일)

: 비오는 날이면 감정기복이 롤러코스터 타듯이 심해지는 진솔, 자신의 기분에 따라 친구들을 대하는 태도가 달라진다. 처음에는 이해하지 못했던 이나이지만, 술을
마시며 진솔이의 이야기를 듣게 되고, 공감을 하게 된다.
- 그놈의 열등감 (업로드 일: 2019년 12월 21일)

: 저번부터 자꾸 호석에게 밀리는 것 같은 기분이 드는 정국은 자꾸만 혜지 앞에서 작아지는 기분이 든다. 연이은 말실수와 별다른 도움이 되지 않는 자신이
초라해지는 정국, 혜지에게 용기를 내어 데이트 신청을 한다.
- 바람의 기준 (업로드 일: 2019년 12월 31일)

: 형석에게 상처를 받은 다희가 걱정되는 병운은 문자를 보낸다. 이후로도 다희를 계속해서 신경쓰는 병운의 모습에 친구들은 이상함을 느끼지만, 병운의
여자친구 시영은 처음에는 대수롭지 않게 여긴다.
- 대신 찌질한 대본 (업로드 일: 2020년 1월 11일)

: 우리는 일상 속에서 찌질해지고 싶은 경우가 있지만, 찌질해보일 것 같아 직접 상대방에게 말하지 못하는 경우가 많다. 현재와 정국은 자신들이 겪는 억울함으로
여사친들을 피하게 된다.
- 빛이 나는 솔로 (업로드 일: 2020년 1월 18일)

: 자신을 제외한 모든 친구들이 모두 연애를 하거나 썸을 타서 외로움을 느끼는 진아는 맛집을 가려고 해도 같이 갈 사람이 없다. 한편 정국은 혜지와 데이트 중,
무의식 적으로 자꾸 진아 이야기를 한다.
- 모두에게 친절한 남자 (업로드 일: 2020년 2월 1일)

: 병운과 시영은 오래된 연애에 서로가 모르게 익숙해져가고, 지쳐간다. 어리숙한 다희에게 자꾸만 마음이 가고 챙겨주는 병운은, 정국에게 시영과의 연애 초창기를
떠올리며 담담히 속마음을 털어둔다.
- 사귀면 안되는 유형 (업로드 일: 2020년 2월 8일)

: 이쁘고, 성격 좋고, 술자리 좋아하고, 남사친 많고, 놀줄 아는 성격의 영아, 영아의 친구들은 모두 남자친구를 만나지 못할 것이라고 이야기 한다. 한편, 여사친이
많은 정국의 모습에 혜지는 신경이 쓰인다.
- 어장 치는 애들 종특 (업로드 일: 2020년 2월 14일)

: 호석의 애매모호한 행동에 진아는 자신이 호석을 좋아하는 건지, 아닌지 자신도 헷갈리기 시작한다. 자신도 모르는 사이 호석을 기다리며, 챙겨주는 진아는
나중에서야 자신이 어장 속에서 놀았다는 것을 깨닫게된다. 혜지는 이런 진아에게 위로를 건넨다.
- 흔한 썸남 (업로드 일: 2020년 2월 22일)

: 새로운 남자 주인공 준박이 등장하고, 여자들은 모두 관심을 보인다. 그 중 영아에게 관심을 보이는 준박의 모습에, 둘은 서로 호감이 생기게 된다. 자주 만나고,
대화하며 점점 썸을 타게 된다.
- 남자는 절대 모르는 이야기 (업로드 일: 2020년 3월 1일)

: 남자들은 모르는 여자들의 이야기를 영아, 진아, 혜지가 보여준다. 현재는 이런 여자들의 모습이 신기한지 정국과 준박에게 같이 해보자고 하지만, 정국과 준박은
현재를 이상하게 쳐다본다.
- 프로 불편러 시점 (업로드 일: 2020년 3월 6일)

: 혜지는 남들보다 일상 속에서 느끼는 사소한 불편함을 심하게 느낀다. 자신과는 달리 둔한 진아와 정국의 모습에 속으로 불편하다고 생각하고, 생일선물을 챙겨주
않는 썸남 정국에게 실망한다.
- 썸탈면 하면 안 되는 7가지 (업로드 일: 2020년 3월 7일)

: 썸을 타는 영아와 준박. 하지만 맞춤법, 썸녀 앞에서 다른 여자 칭찬하기, 욕설 하기, 리액션 안하기, 친구들한테 이야기 안하기 등으로 영아는 준박에게 조금씩
실망감이 쌓여간다.
- 여자는 모르는 이야기 (업로드 일: 2020년 3월 13일)

: 여자들은 절대 이해하지 못하는 남자들의 세계를 준박, 병운, 현재가 보여준다. 반대로 남자들과의 세계와 반대되는 여자들의 세계도 진아, 혜지, 진솔이 보여주고
있다. / 정국은 저번 일로 혜지에게 사과를 하고, 혜지는 무덤덤히 그것을 받아준다.
(+NG 장면도 포함되어 있음)
- 여자 무리 법칙 (업로드 일: 2020년 3월 20일)

: 여자들이 같이 다니면 일어나는 일상적인 일을 진아, 혜지, 진솔이 보여주고, 현재가 그것을 신기하고 이상하게 생각한다. 썸을 타는 내내 진아가 신경쓰이던
혜지는 진아에게 직접적으로 말을 꺼낸다.
(+대본보고 연기하는 현재)
- 구속 연애 특징 (업로드 일: 2020년 3월 22일)

: 구속형 연애의 표본적인 연애를 하고 있는 이나와 현재. 현재는 처음에 구속당하는게 좋다고 이야기 하지만, 점점 심해져가는 구속에 자신이 뱉었던 말을
후회하게 된다. 결국 현재는 구속을 그만두라고 이야기 한다.
- 게임은 게임일 뿐 오해하지 말자 (업로드 일: 2020년 3월 27일)

: 다같이 모여 술자리를 가지게 된 사람들. 드디어 사람들한테 썸을 탄다고 이야기 하는 정국과 혜지, 정국의 후배들은 진아도 정국을 좋아하는게 아니냐는
말이 나오는데, 정국은 이미 그것을 눈치채고 있다.
- 소심이 시점 (업로드 일: 2020년 4월 4일)

: 이나는 다른 사람들 보다 매우 소심한 성격이라 속으로 안해도 되는 여러 가지 생각들을 한다. 친구들과의 이야기에서나 데이트를 할 때, 걸리는게 있으면
속시원하게 이야기 하지 못하고, 속으로 욕을 하기만 한다.
- 친구랑 사귈 수 있다? 없다? (업로드 일: 2020년 4월 11일)

: 후배인 진아와 혜지나 여사친 영아와 자주 붙어다니며 노는 현재는, 영아에게 묘한 설레임을 느낀다. 현재와 영아는 술을 마시며 진지한 이야기를 나누다가
갑자기 뽀뽀를 하게 되는데.
- 의존형 친구 주도형 친구 (업로드 일: 2020년 4월 18일)

: 같이 다니는 무리에는 여러 유형의 사람이 있다. 그 중 진솔이는 주도형 친구이고, 현재와 이나는 의존형 친구에 속한다. 진솔은 의존형 친구들이 답답하고, 조금은
불편하게 생각한다.
(+정국은 작가님과 싸운걸까?)
- 드릅게 센스 없는 친구 (업로드 일: 2020년 4월 25일)

: 남들보다 조금 센스있는 진아, 하지만 정국과 혜지, 진솔과는 스타일이 달라서 이들에게는 센스없는 사람 취급을 받는다. 자꾸만 답답함을 느끼지만, 계속 속으로
꾹꾹 참다가 결국에는 한 소리를 듣게 된다.
- 나만 서운한 연애 (업로드 일: 2020년 5월 8일)

: 현재와 이나의 연애는 항상 위태위태하다. 현재의 무심하고, 자신을 이해해주지 못하는 모습에 이나는 점점 실망감을 느낀다. 그 와중에 서로의 이상형을 물어보게
되는데, 이나는 현재의 이상형이 진아라는 것을 알게 되고 결국, 헤어지자는 말을 한다.
- 썸이 길어질 때 (업로드 일: 2020년 5월 16일)

: 무려 12개월 동안 썸을 타온 혜지와 정국. 연애를 하면 의무가 생기는 것이 싫은게 정국과, 그런 정국의 태도에 지치고 서운함을 느끼는 혜지는 이제 끝을 보려고
한다. 속상한 마음에 왈칵 눈물이 흘러 나온다.
- 아무 공감 대잔치 (업로드 일: 2020년 5월 29일)

: 짧은 대본의 모든 인물이 나오는 편이다. 그동안 진행해왔던 이야기 속 드립과 개그가 총 집합되어있다.
- 내 연애세포들에게 (업로드 일: 2020년 6월 5일)

: 점점 혼자인 시간이 길어지는 진아는 혼자 다니는 것이 편하고 익숙해졌다. 그러다 문득 자신의 연애세포가 다 죽어가는 기분이 드는 진아는 시리와 이야기를
나누는 지경에까지 이른다.
- 자기애가 좀 많은 편 (업로드 일: 2020년 6월 12일)

: 새 여주인공 예나가 등장하는데, 다른 인물들보다 자기애가 조금, 조금 많이 강한편이다. 호석과 예나는 연애를 하지만, 자기만 생각하는 예나의 모습에 질린
호석은 헤어지자는 이야기를 한다.
- 피곤하게 사는 친구 (업로드 일: 2020년 6월 20일)

: 혜지는 전화먼저 끊지 않기, 택배 스티커는 무조건 뜯어서 버리기, 약은 물이랑만 마시기, 지하철 타기 전 환승 통로 확인하기 등 일상속에서 남들보다는 조금
신경쓰는 일들이 많다.
- 무르고싶은 연애 (업로드 일: 2020년 6월 26일)

: 드디어 연애를 하는 영아와 준박. 준박은 평소 남사친 많고 놀러다니기 좋아하는 영아의 모습을 이해해주지만, 반대로 여자들과 논다는 준박에 말에 영아는
삐지게 된다. 둘은 이것에 대해 대화를 하게 된다.

## OST

### 짧은대본 Part.1 (웹드라마)
| #  | 제목                              | 작사   | 작곡                          | 재생 시간 |
| -- | --------------------------------- | ------ | ----------------------------- | --------- |
| 1. | 〈Crush (Feat. 유지원 & 황선영)〉 | 이상현 | 최도혁, BlackT                | 3:23      |
| 2. | 〈버린게 많아서 (Feat. 이지수)〉  | BlackT | 최도혁, BlackT (편곡: 최도혁) | 3:41      |

1번 트랙 '진원편' 메인 OST: 자연적인 만남을 추구하는 여자의 설레는 러브 스토리를 담고 있으며, 우연적인 만남이 운명이 되어가는 누구나 한 번쯤 상상해 봤을 법한 이야기를 담고있다. 또한 서로에게 빠진 모습을 '물고기'에 빗대어 재치 있게 표현하였다. 리드미컬한 기타리듬은 리스너들로 하여금 신나는 분위기를 느낄 수 있을 것이라 생각된다.
2번 트랙 '시영편' 메인 OST: 이전 네이버 뮤지션리그를 통해 선공개하여 좋은 반응을 얻었고, 많은 리스너들의 요청에 따라 추가 편곡 후 발매를 결정하게 되었다. 시영의 입장을 가사로 담아내었고, 그 안에는 자신의 후회, 사랑, 아픔과 그리움 네 가지의 감정으로 그려내었다.
-"사랑이라 그랬어, 사랑이면 될 줄 알았어": 본인의 사랑한 방식이 틀렸다는 것에 대한 후회
-"사랑인데 뭘그래, 보고싶은건데 왜그래": 자신만의 사랑
-"좋았던 날에도 행복했던 날에도, 울고불고 했어도 결국 다 좋았었다고": 자신의 사랑에 대한 아픔과 그리움

## 참고
- 주인공의 실제 스토리를 바탕으로 대본이 만들어지지만, 엄청난 각색이 들어간다.
- 이나역 배우는 정국역 배우의 소개로 인해 캐스팅 되었다.
- 혜지역 배우는 진아역 배우의 소개로 인해 캐스팅 되었다.
- 혜지역 배우의 안경은 알이 없다.
- '와재밌다', '어뿅' 은 구독자들의 유행어가 되었다.
- 현재역 배우는 몰래 일본에 여행간 친구이야기를 자주 한다. 웃기려고 하는 이 이야기는 알고보니, 이혼한 자신의 부모님과 자신의 이야기다.

(+수업을 째고 일본 여행간 친구가 인스타 비공개로 사진을 올리려다가 실수로 전체공개로 올려버렸다. 그랬더니 그걸 본 민교수가
'엄마 몰래 아빠 보러가니까 좋냐?'라고 말했다.)
- 대사없이 조용한 배우가 있다.
- 배우들 뛰는거 보고 섭외 하는거냐는 말이 나올 정도로 다들 달리기를 잘한다.
- 영상 속에는 진지한 이야기 뿐만 아니라 짧대만의 개그요소가 꼭 포함되어 있다.
- 제작진의 광고를 재밌으면서도 자연스럽게 넣는 능력이 엿보인다. (광고를 개그로 소화시키는 능력)
- 가끔 영상 속에는 자연스럽게(?) 작가 욕이 나온다.
- 이나역 배우는 극 중 많은 유행어를 남겼다. (구독자 끌어모은 공신)